# Миколайчики плоскі
{{#ifeq:0|0|{{#if:|{{#if:Eryngiumplanum|[[]}}|}}}}
Миколайчики плоскі (миколайка, миколайчики сині, миколайчик синій, синьоголов, перенос-зілля; Eryngium planum) — багаторічна гола рослина родини окружкових.

## Будова
Стебло 30—80 см заввишки, у верхній частині розгалужене, синювате. Листки шкірясті, прикореневі — довгочерешкові, цілісні, колючі, нижні стеблові — короткочерешкові, цілісні, або більш-менш роздільні, верхні — сидячі, 3—5-роздільні, поділені на колючі частки. Квіткові головки яйцеподібні, розміщені на кінцях гілок, листочки обгортки — з колючими зубцями. Пелюстки блакитні. Плід — двосім'янка, вкрита лусочками. Цвіте у червні — вересні.

## Поширення
Зустрічається в центральній та східній Європі, центральній Азії. В Україні поширений на більшій частині, крім Карпат і Кримських гір, по степах, перелогах, пісках, по заплавних луках, біля шляхів.

## Хімічний склад
Трава містить ефірну олію (0,1—0,2%), сапонін (0,5%), таніди (до 1,5%), яблучну, лимонну, малонову, щавлеву та гліколеву кислоти і поліацетиленові сполуки. Корені мають близький до трави вміст хімічних речовин.

## Фармакологічні властивості і використання
Рослина виявляє сечогінну і протиспастичну дію. Вживають її як ефективний засіб від кашлю, особливо у дітей. У народній медицині цю рослину використовують при водянці, статевих розладах, від шлункового й серцевого болю, при безсонні, ревматизмі, зубному болі й карієсі та при бронхіальній астмі. Корені вважались протиотрутою при отруєнні грибами. Зовнішньо миколайчики застосовують для ванн при фітодерматозах й артриті. В їжу використовують, як і миколайчики польові.